# Ina Dietz
Ina Dietz (* 23. Februar 1972 in Wolfenbüttel) ist eine deutsche Journalistin und Fernsehmoderatorin.

## Leben und Wirken
Ina Dietz verbrachte ihre Kindheit und Jugend in Tossens an der Nordsee. In Berlin studierte sie Psychologie, Publizistik und Theaterwissenschaften an der Freien Universität. Nachdem sie diverse Praktika bei Radio- und Fernsehsendern absolviert hatte, war sie bei den RBB-Sendern Radio Fritz und Radio Eins tätig und produzierte Beiträge für die ARD. 
Seit Januar 2004 moderiert Ina Dietz im Wechsel die Nachrichten des Sat.1-Frühstücksfernsehens. Bis Oktober 2007 moderierte sie auch das Nachrichtenmagazin Sat 1 News – Die Nacht sowie von 2011 bis 2022 vereinzelte Ausgaben der Nachrichten am Abend. Von 2010 bis 2012 war sie Moderatorin des Journal von DW-TV. Ina Dietz arbeitet außerdem als Nachrichtensprecherin und Redakteurin von Radio Eins und Inforadio vom RBB. 
Ina Dietz ist mit dem Dozenten Florian Dietz verheiratet, mit dem sie gemeinsam Kinderhörspiele produziert. Sie haben drei Kinder.